# Balibo Five

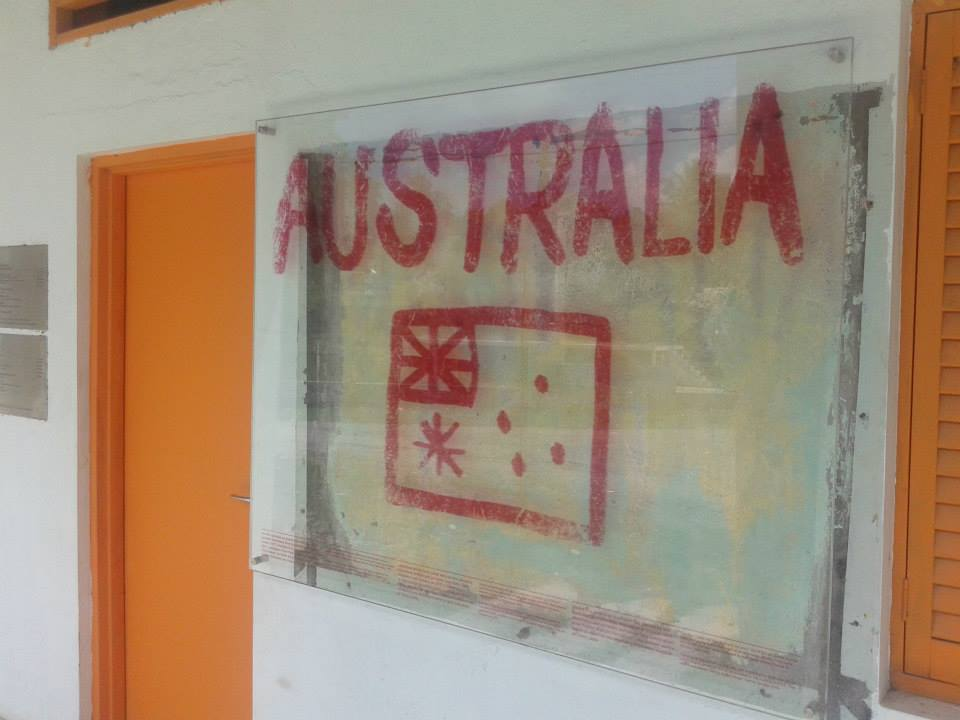
La bandera australiana en Balibo

Balibo Five ("los cinco de Balibo") fueron un grupo de periodistas australianos que fueron asesinados en el período previo a la invasión indonesia de Timor Oriental.Tenían su base en la ciudad de Balibo en Timor Oriental (entonces Timor Portugués), donde fueron asesinados el 16 de octubre de 1975 durante las incursiones de Indonesia antes de la invasión. Roger East viajó a Balibo poco después para investigar las muertes de los Cinco y más tarde fue ejecutado por miembros del ejército indonesio en los muelles de Dili.
En 2007, un forense australiano dictaminó que habían sido asesinados deliberadamente por soldados de las fuerzas especiales indonesias. La versión oficial indonesia es que los hombres fueron asesinados por fuego cruzado durante la batalla por la ciudad. Según The Economist, el Gobierno australiano nunca ha cuestionado esta opinión para evitar dañar las relaciones con Indonesia.
Tras el dictamen, el recién elegido primer ministro de Australia, Kevin Rudd, declaró que "los responsables deben rendir cuentas.... No puedes barrer esto a un lado" Sin embargo, no se tomó ninguna medida significativa después de su elección, y Rudd se negó a visitar la tumba de los periodistas asesinados en 2008.

## Los periodistas
El grupo estaba formado por dos australianos, el  reportero Greg Shackleton, de 29 años, y el técnico de sonido Tony Stewart, de 21; un neozelandés, Gary Cunningham, de 27, el cámara de HSV-7 (Seven Network) en Melbourne; y dos Británicos, el cámara Brian Peters, de 24, y el reportero Malcolm Rennie, de 29, ambos trabajando para TCN-9 (Nine Network) en Sídney.
Aunque los hombres sabían que las tropas indonesias iban a atacar la ciudad de Balibo, creían que, como periodistas, no serían considerados objetivos militares. Greg Shackleton fue filmado pintando una bandera australiana y la palabra 'AUSTRALIA' en la pared de una casa en la plaza del pueblo. El Balibo House Trust, establecido en 2003 con fondos del Gobierno de Victoria y de las emisoras de televisión 7 y 9, es ahora propietario de esta casa y la conserva como centro de aprendizaje comunitario.
Diplomáticos de alto rango dijeron al forense en 2007 que entendían que "el asesinato fue cometido por el ejército indonesio y fue deliberado".
Según el historiador Clinton Fernandes:

"Los cinco periodistas... se identificaron claramente como australianos y como periodistas. Estaban desarmados y vestidos de civil. Tenían las manos en alto en el gesto universalmente reconocido de la rendición. Fueron asesinados deliberadamente por órdenes que emanaban de los más altos niveles. Sus cadáveres estaban vestidos con uniformes, armas colocadas a su lado y fotografías tomadas en un intento de retratarlos como objetivos legítimos."

## Defensa

### Miembros de la familia
En términos de conciación pública, Shirley Shackleton, viuda de Greg, ha liderado la campaña para investigar los asesinatos. También fue una firme defensora de la lucha de Timor Oriental por la independencia.

Hay un patrón constante de engaño por parte del gobierno australiano. Kevin Rudd ha prometido que el ejército indonesio debe rendir cuentas, pero en privado el gobierno australiano no hace nada. Esto no solo ha sucedido desde el informe del forense, sino desde los asesinatos.
En 1994, la hermana de Brian Peters, Maureen Tolfree, se involucró en el asunto de Timor Oriental, tras haber oído hablar de una manifestación en su ciudad natal de Bristol contra la venta de aviones de combate BAE Hawk a Indonesia.  El músico Paul Stewart era un adolescente cuando su hermano Tony, de 21 años, murió. Más tarde formó los Dili Allstars con Colin Buckler (de la banda Painters and Dockers). Grabaron una canción con el músico de Timor Oriental Gil Santos para protestar por la captura del líder de la resistencia de Timor Oriental Xanana Gusmão por las fuerzas armadas indonesias en 1992. Stewart trabajó como consultor en la película Balibo, de 2009, diciendo que fue una experiencia difícil pero gratificante, y que fue una que finalmente presentó la verdad al mundo. Stewart, que ahora dirige una organización benéfica que dona instrumentos musicales a Timor Oriental, dijo que la película destaca la falta de acción del gobierno australiano ante la muerte de los periodistas: "Hasta el día de hoy, la única llamada telefónica que mi madre recibió del Gobierno se produjo un par de semanas después de que todo esto ocurriera cuando alguien de la embajada en Yakarta llamó y preguntó:'¿Adónde deberíamos enviar la factura del ataúd? La madre de Malcolm Rennie, Minna, más tarde se involucró en el asunto hasta su muerte, al igual que su prima Margaret Wilson.

### Políticos
En 2006, el Instituto de Prensa Internacional envió una letra al Secretario General de Naciones Unidas, Kofi Annan, para expresar su preocupación por el hecho de que los investigadores de las Naciones Unidas no hayan investigado a fondo las muertes de los Cinco de Balibo, así como de otros tres periodistas asesinados en Timor-Leste en 1975 y 1999, y pedir a las Naciones Unidas que reabrieran sus investigaciones.  Robert Connolly, director de la película de 2009, dijo: "Está claro que los periodistas fueron asesinados. El punto de vista actual de los gobiernos de Indonesia y Australia, de que fueron asesinados en un tiroteo cruzado, es francamente absurdo. "Buscamos criminales de guerra de la Segunda Guerra Mundial, así que desestimar los pedidos de justicia para los Cinco de Balibo es una locura."
En el Parlamento de Australia, los dos principales implicados han sido los senadores Nick Xenophon y Scott Ludlam, quiénes frecuentemente han hablado en el Senado australiano y presentado mociones, así como numerosas campañas en los medios informativos. Escribiendo en The Sydney Morning Herald, Xenophon declaró:

Los registros desclasificados de la inteligencia australiana muestran que el alto mando indonesio estaba muy alarmado por las consecuencias diplomáticas internacionales de la matanza de los Cinco de Balibo, y pidió que se interrumpieran sus operaciones militares durante cinco semanas. Pero no hubo protestas de Australia. Los militares indonesios tomaron esto como una "luz verde"; se dieron cuenta de que podían tratar a los timorenses orientales como quisieran.

## Investigación de crímenes de guerra
El 9 de septiembre de 2009, se anuncióque la Policía Federal australiana (AFP) lanzaba una investigación sobre crímenes de guerra sobre las muertes de los Balibo Five.
En 2009, el exsoldado indonesio Gatot Purwanto dijo a la ABC que los hombres fueron fusilados deliberadamente pero no ejecutados. Dice que estaba a unos 30 metros de distancia cuando los soldados indonesios dispararon contra la casa en la que se refugiaban los hombres. "Sabíamos que eran extranjeros, pero no pensábamos si eran periodistas o no, porque en una batalla, el instinto es que si no son amigos, entonces podrían matarnos". Dijo que estaba con el capitán de las Fuerzas Especiales Yunus Yosfiah cuando vieron a los Cinco de Balibo. Una investigación sobre la muerte de los hombres encontró que fue Yosfiah, quien más tarde fue ministro del gobierno indonesio, quien ordenó los asesinatos..
El profesor Ben Saul, que actuó para la Media Entertainment and Arts Alliance (MEAA) en la investigación del NSW, dijo que hay "complejidades" en la situación legal relacionada con el enjuiciamiento de un crimen de guerra. "Tiene que demostrar que hubo un conflicto armado internacional entre Indonesia y Portugal... y que en el contexto de eso el periodista fue asesinado", dijo, añadiendo que "creo que el caso legal para la existencia de ese conflicto es muy fuerte en los hechos". Dijo que si bien el nivel de prueba en materia penal era mucho más alto para la policía, la AFP no han explicado "satisfactoriamente" si habían agotado todas las líneas de investigación.
En 2014, la AFP concluyó que no había pruebas suficientes para probar un delito.

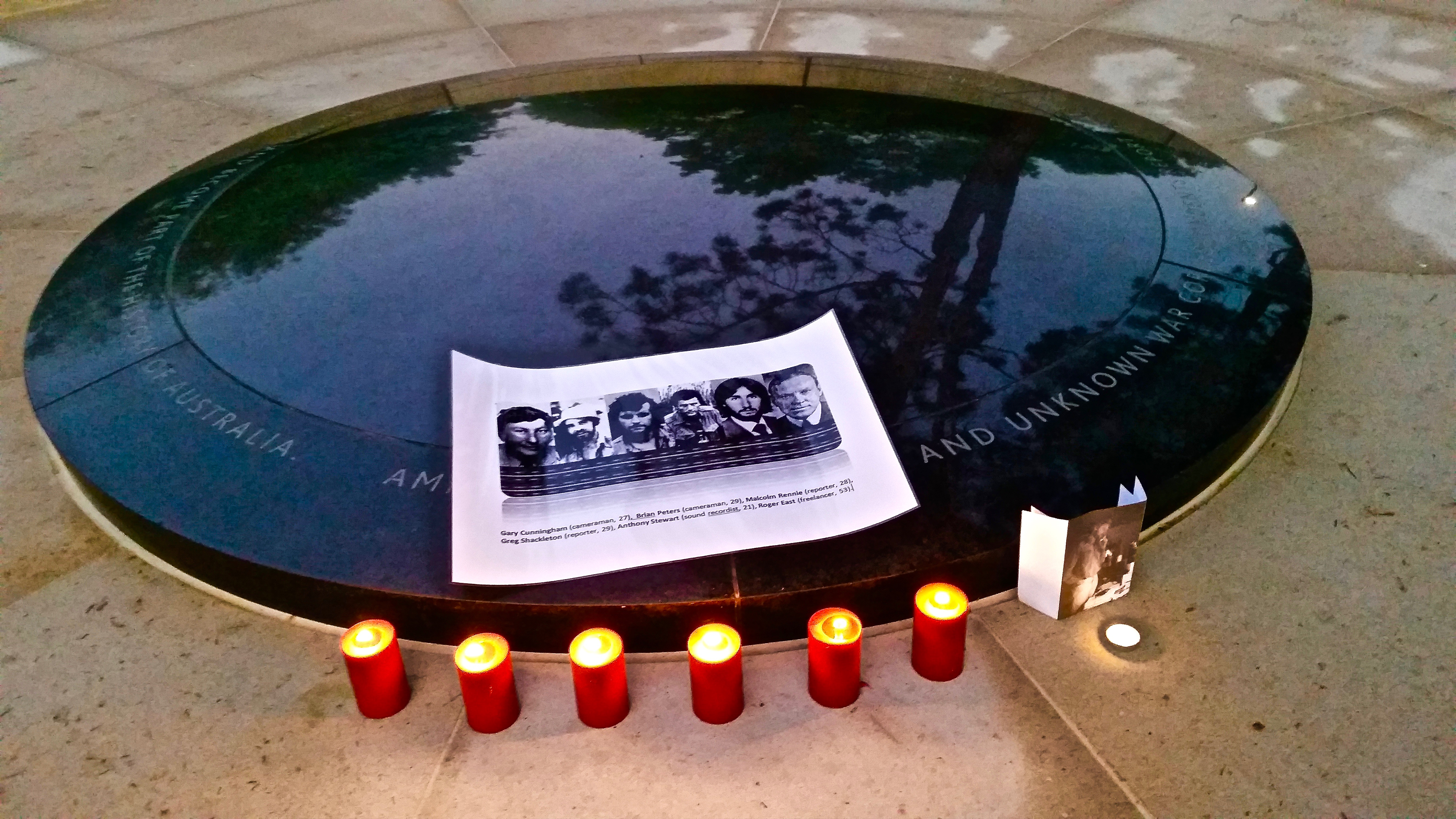
Quemadura de velas para marcar el 40.º aniversario de sus muertes, 2015.